# Kankandi
Kankandi ist eine Landgemeinde im Departement Boboye in Niger.

## Geographie
Kankandi liegt in der Großlandschaft Sudan. Die Nachbargemeinden sind Birni N’Gaouré im Norden, Gollé im Osten, Guilladjé im Süden und Fabidji im Westen. Bei den Siedlungen im Gemeindegebiet handelt es sich um 27 Dörfer, 35 Weiler und 7 Lager. Der Hauptort der Landgemeinde ist das Dorf Kankandi.
Der äußerste Süden der Gemeinde gehört zum Dosso-Reservat, einem 306.500 Hektar großen Naturschutzgebiet, das 1962 als Pufferzone zum Nationalpark W eingerichtet wurde.

## Geschichte
Die Landgemeinde Kankandi entstand als Verwaltungseinheit 2002 im Zuge einer landesweiten Verwaltungsreform aus einem Teil des Kantons Birni N’Gaouré/Boboye. Bei Überschwemmungen im Jahr 2012 stürzten 20 Häuser im Hauptort ein.

## Bevölkerung
Bei der Volkszählung 2012 hatte die Landgemeinde 16.565 Einwohner, die in 2101 Haushalten lebten. Bei der Volkszählung 2001 betrug die Einwohnerzahl 11.307 in 1484 Haushalten.
Im Hauptort lebten bei der Volkszählung 2012 971 Einwohner in 130 Haushalten, bei der Volkszählung 2001 833 in 109 Haushalten und bei der Volkszählung 1988 655 in 81 Haushalten.
In ethnischer Hinsicht ist die Gemeinde ein Siedlungsgebiet von Zarma und Fulbe.

## Politik
Der Gemeinderat (conseil municipal) hat 11 gewählte Mitglieder. Mit den Kommunalwahlen 2020 sind die Sitze im Gemeinderat wie folgt verteilt: 4 PNDS-Tarayya, 2 ANDP-Zaman Lahiya, 2 MODEN-FA Lumana Africa, 2 MPR-Jamhuriya und 1 PJP-Génération Doubara.
Jeweils ein traditioneller Ortsvorsteher (chef traditionnel) steht an der Spitze der 27 Dörfer in der Gemeinde, darunter dem Hauptort.

## Wirtschaft und Infrastruktur
Die Gemeinde liegt in einer Zone, in der Regenfeldbau betrieben wird. Der Wochenmarkt von Kankandi wurde 1947 gegründet. Im Hauptort ist ein Gesundheitszentrum des Typs Centre de Santé Intégré (CSI) vorhanden. Beim Centre de Formation aux Métiers de Kankandi (CFM Kankandi) handelt es sich um ein Berufsausbildungszentrum.